# شیگه‌آکی سائه‌گوسا
شیگه‌آکی سائه‌گوسا (三枝 成彰؛ زادهٔ ۸ ژوئیهٔ ۱۹۴۲) آهنگساز اهل ژاپن است. او بیشتر به سبب ساختن اپرایی به نام «چوشینگورا» بر اساس حماسه چهل و هفت رونین شناخته می‌شود.